# Thảm họa ultramarathon Cam Túc
Vào ngày 22 tháng 5 năm 2021, 21 vận động viên ultramarathon đã chết trong thời tiết khắc nghiệt khi thi đấu tại Cam Túc, Trung Quốc.

## Sự kiện

Đường đua

Sự kiện ultramarathon Thạch Lâm Hoàng Hà là một cuộc thi đấu chạy băng đồng được tổ chức hàng năm kể từ năm 2018, xuất phát tại khu vực cảnh quan Thạch Lâm Hoàng Hà. Cuộc đua năm 2021 có 3 nội dung: chạy băng đồng 5 km, bán marathon và chạy ultramarathon 100 km. 
Những người tham gia cuộc đua 100 km phải chứng minh được bằng chứng đã hoàn thành một cuộc đua tương tự dài hơn 50 km trong năm ngoái và ở độ tuổi từ 18 đến 60.
Cuộc đua bắt đầu, với 172 người tham gia, lúc 09:00 thứ Bảy ngày 22 tháng 5 năm 2021 bên cạnh Hoàng Hà ở huyện Cảnh Thái, Bạch Ngân, tỉnh Cam Túc. Tuyến đường dài 100 km qua khu vực Thạch Lâm Hoàng Hà vươn lên độ cao 2000 mét qua các vùng núi. Trong vòng ba giờ đồng hồ, tại một đoạn đường khó khăn, các vận động viên đã trải qua những cơn gió mạnh, mưa lớn và mưa đá, và cuộc đua đã bị hoãn lại vào khoảng 14:00. Nhiệt độ ở huyện đã hạ xuống 6 °C (43 °F) trong ngày, trước có phong hàn.  Ngay sau khi nhận được lời kêu cứu từ một số nhà chức trách đã cử một đội cứu hộ ban đầu đến giải cứu 18 vận động viên.